# Nadish
Nadish, även kallad Nadesh, är en hierarkisk lek bland barn där några utses till "kungar". Dessa barn tar sedan makten över andra barn som de kallar "slavar". Leken har beskrivits som en form av mobbning.

## Historia
Nadish är en ny och förhållandevis utstuderad form av pennalism. Historiskt sett har pennalism varit vanligt förekommande i de flesta sociala miljöer, exempelvis i skolor och militärförläggningar.
Nadish uppmärksammades i svenska medier hösten 2007 efter att flera lärare vid en skola i Tensta hade observerat en förändring i stämningen bland barnen i samband med terminens början. I oktober 2007 träffades rektorskollegiet i Spånga-Tensta Stadsdel för att diskutera nadishproblemet.
Enligt skolpersonal i Stockholmsområdet är det främst pojkar som leker nadish men det förekommer även bland flickor.

## Regler
En person utses till högste kung. Han eller hon har sedan makten över andra kungar och deras slavar. Slavarna är tvungna att utföra det som kungarna befaller. Annars blir de slagna som straff.
Leken går ut på att lura den personen som man vill ska bli ens slav. För att personen ska bli ens slav krävs det först att båda parter går med på leken och sen att en part tar emot ett föremål från en annan och den som ger föremålet säger nadish. Hinner man säga nadish innan personen som ger föremålet händer inget man är "skyddad", hinner man inte så är man en slav. Slavägaren får ge order till slaven och om slaven inte vill gå med på det så straffas man, slavägaren säger då "Freeze!" (annars får man inte straffa), slaven måste då stanna där den står och i en minut ta emot slag. Slagen behöver inte alltid vara hårda utan det är mest ett sätt att visa vem som bestämmer.
Max gräns för att vara slav är 1 vecka efter det börjar det bli allvarligt mobbning och som kan leda till relegering och stämning.
En person som är slav är fri att skaffa sina egna slavar, på så sätt kan det uppstå som Metro beskriver det "Kungar". En person har makt över annan, den här personen har i sin tur sin slav och så vidare. "Kungen" kan till exempel ge order till sin slav att han ska säga till sin slav att till exempel hämta vatten.
Man kan också sluta vara med i leken om den andra som är slav säger att han går för långt. Sedan räknas det som slaveri inom många religioner förbjudet och det räknas som en synd inom Islam.